# دانييل فاركي
دانييل فاركي (بالألمانية: Daniel Farke)‏ (30 أكتوبر 1976 في ألمانيا - ) هو مدرب كرة قدم ولاعب كرة قدم ألماني في مركز الهجوم.

## روابط خارجية
- دانييل فاركي على موقع قاعدة بيانات كرة القدم.إي يو (الإنجليزية)
- دانييل فاركي على موقع بيانات كرة القدم. دي إي (الألمانية)
- دانييل فاركي على موقع عالم كرة القدم.نت (الإنجليزية)